# Grand Prix van Salon 1949
De Grand Prix van Salon 1949 was een autorace die werd gehouden op 9 oktober 1949 op het Autodrome de Linas-Montlhéry in Bruyères-le-Châtel.

## Uitslag
| Positie | Rijder         | Team        | Ronden | Tijd/Opgave |
| ------- | -------------- | ----------- | ------ | ----------- |
| 1       | Raymond Sommer | Talbot-Lago | 64     | 2:42:18.0   |
| 2       | Harry Schell   | Talbot-Lago | 64     | + 2:10.0    |
| 3       | Pierre Meyrat  | Talbot-Lago | 60     | + 4 ronden  |
| 4       | Charles Pozzi  | Delahaye    | 59     | + 5 ronden  |
| 5       | Louis Gérard   | Delage      | 57     | + 7 ronden  |
| 6       | Jean Behra     | Talbot-Lago | 56     | + 8 ronden  |
| 7       | Marc Versini   | Delage      | 54     | + 10 ronden |
| 8       | Jean Lucas     | Delage      | 53     | + 11 ronden |
| 9       | Charles Huc    | Talbot-Lago | 51     | + 13 ronden |